# Honjo Tasuku
Honjo Tasuku (本庶 佑 Honjo Tasuku, sinh ngày 27 tháng 1 năm 1942 tại Kyoto) là một nhà miễn dịch học người Nhật, được trao giải Nobel danh giá vì công trình khám phá của ông về protein PD-1. Thôr Ông cũng được biết đến với nhận dạng phân tử của các cytokine: IL-4 vàIL-5,, cũng như phát hiện ra ACD, cần thiết cho sự tái tổ hợp chuyển đổi lớp và siêu đột biến.
Ông được bầu làm cộng tác viên nước ngoài của Viện Hàn lâm Khoa học Quốc gia Hoa Kỳ (2001), là thành viên của Học viện Khoa học Tự nhiên Đức Leopoldina (2003), và cũng là thành viên của Học viện Nhật Bản (2005).
Năm 2018, ông và James P. Allison được trao Giải Nobel Sinh lý học và Y khoa vì khám phá của họ trong điều trị ung thư bằng phương thức sử dụng các tế bào miễn dịch để tấn công tế bào ung thư. Ông và Allison cùng nhau đã giành được 2014 giải Tang thưởng khoa học sinh dược cho cùng một thành tích.
Năm 2016, ông nhận Giải Khoa học Y khoa Keio
Năm 2016, ông cũng được trao Giải khoa học Phục Đán-Zhongzhi
Cũng năm 2016, ông được trao giải Thomson Reuters Citation Laureates 
Năm 2017, ông nhận Giải Quỹ Warren Alpert

## Tiểu sử
Honjo tốt nghiệp bác sĩ y khoa năm 1966, Đại học Kyoto, năm 1975, ông nhận bằng Tiến sĩ. trong Hóa học y tế dưới sự giám sát của Yasutomi Nishizuka và Osamu Hayaishi.
Từ năm 1971 đến năm 1974, ông là giảng viên thỉnh giảng tại Khoa Phôi học, Viện Carnegie của Washington và Viện Sức khỏe Trẻ em và Phát triển Con người, Viện Y tế Quốc gia. Sau khi học tập tại Mỹ, ông là trợ lý giáo sư tại Khoa Y, Đại học Tokyo từ 1974 đến 1979, và là Giáo sư và Chủ tịch Khoa Di truyền, Trường Y, Đại học Osaka từ năm 1979 đến năm 1984.
Ông là thành viên của Hiệp hội miễn dịch học Nhật Bản và là Chủ tịch của nó từ năm 1999 đến năm 2000. Honjo cũng là một thành viên danh dự của Hiệp hội các nhà miễn dịch học Hoa Kỳ. Từ năm 1984, ông là giảng viên của Đại học Kyoto, vào năm 2017, ông trở thành Phó Tổng giám đốc và Giáo sư xuất sắc của Học viện Cao học Kyoto (KUIAS).